# جان خان
جان خان (بالفرنسية: Jean Kahn)‏ هو ناشط حقوق الإنسان ومحامي فرنسي، ولد في 17 مايو 1929 في ستراسبورغ في فرنسا، وتوفي بنفس المكان في 18 أغسطس 2013.